# Cordignano
Cordignano – miejscowość i gmina we Włoszech, w regionie Wenecja Euganejska, w prowincji Treviso.
Według danych na rok 2004 gminę zamieszkiwały 6373 osoby, 245,1 os./km².